# Mão (Oscar Niemeyer)
Mão é um monumento com sete metros de altura criado por Oscar Niemeyer em 1988 e localizado no Memorial da América Latina, do qual ele é um dos principais símbolos.
A mão espalmada, com uma representação da América Latina em relevo a escorrer sangue pelo punho, é uma homenagem às lutas dos povos da região por liberdade, soberania e justiça social e remete ao livro As veias abertas da América Latina, de Eduardo Galeano.
Sobre a obra, disse Niemeyer: "'Suor, sangue e pobreza marcaram a história dessa América Latina tão desarticulada e oprimida.' Agora urge reajustá-la, uni-la, transformá-la num monobloco intocável, capaz de fazê-la independente e feliz".